# Salem (Badenia-Wirtembergia)
Salem – gmina w Niemczech, w kraju związkowym Badenia-Wirtembergia, w rejencji Tybinga, w regionie Bodensee-Oberschwaben, w powiecie Bodenseekreis, siedziba związku gmin Salem.
W mieście znajduje się średniowieczny kościół opactwa cystersów.

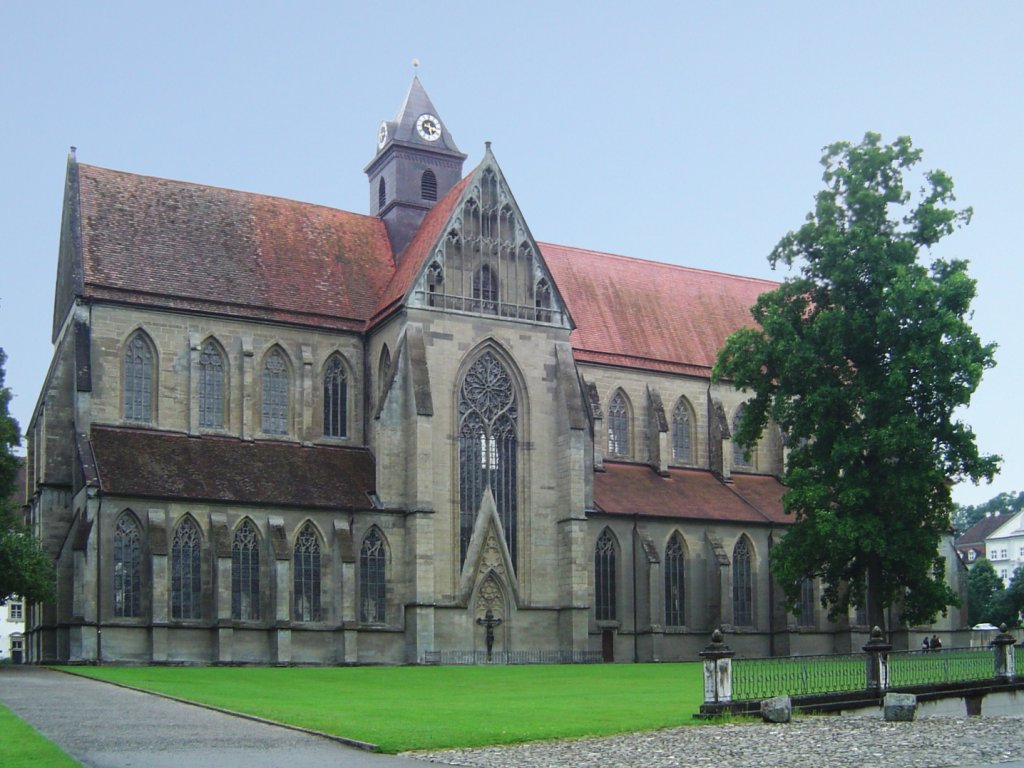
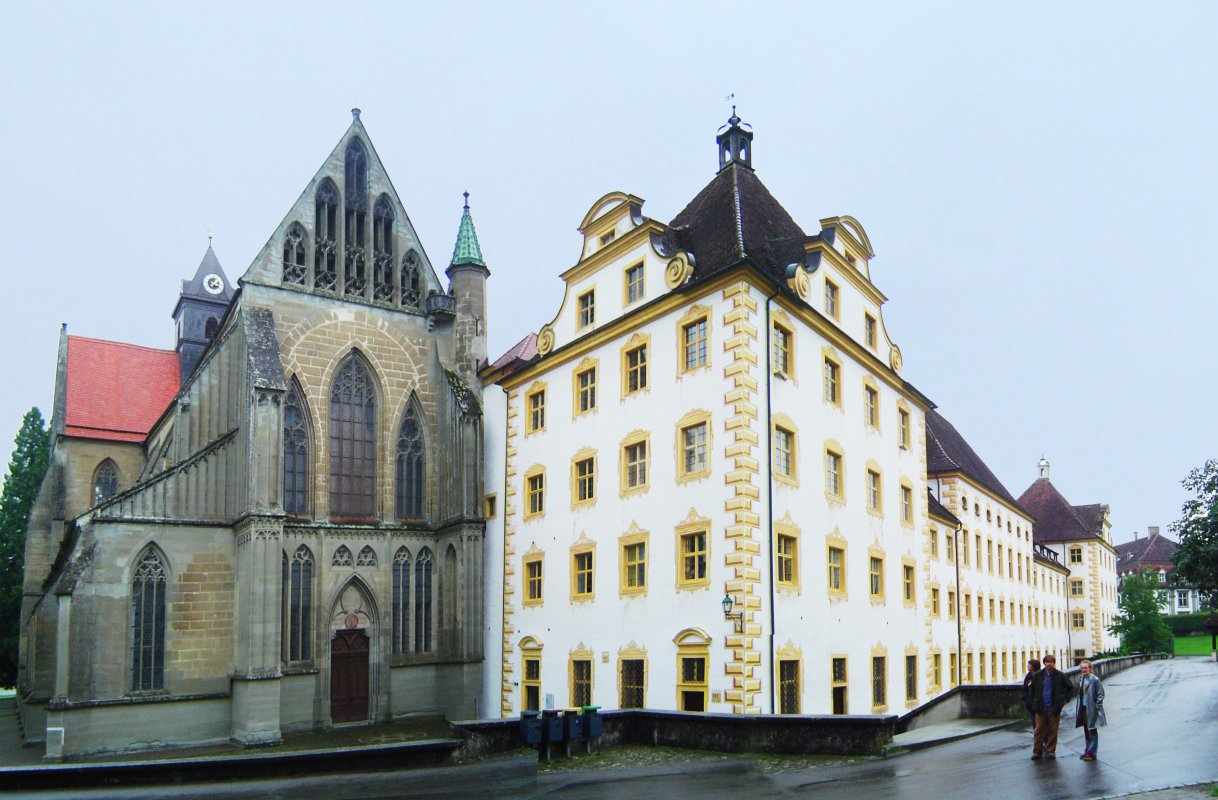
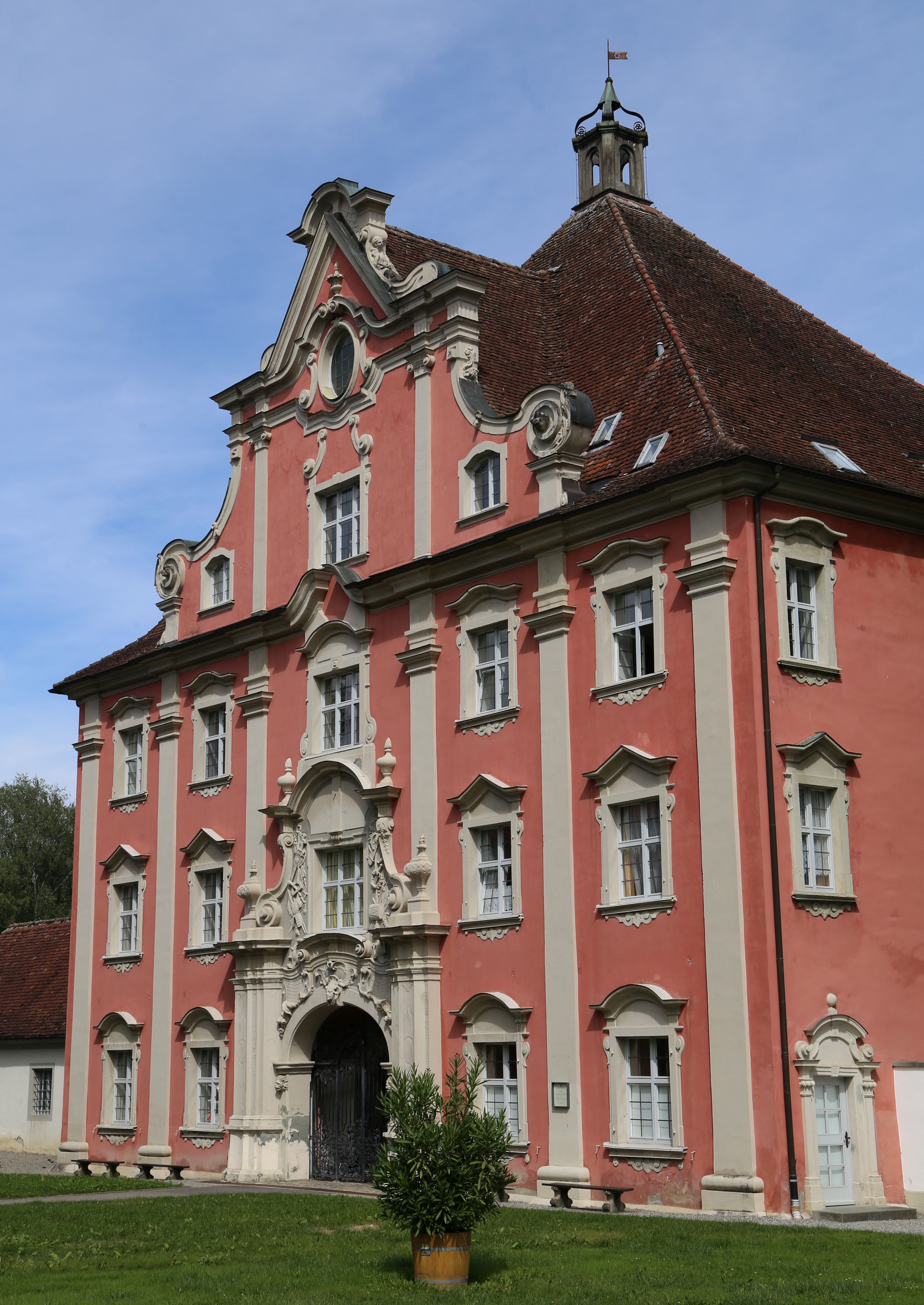
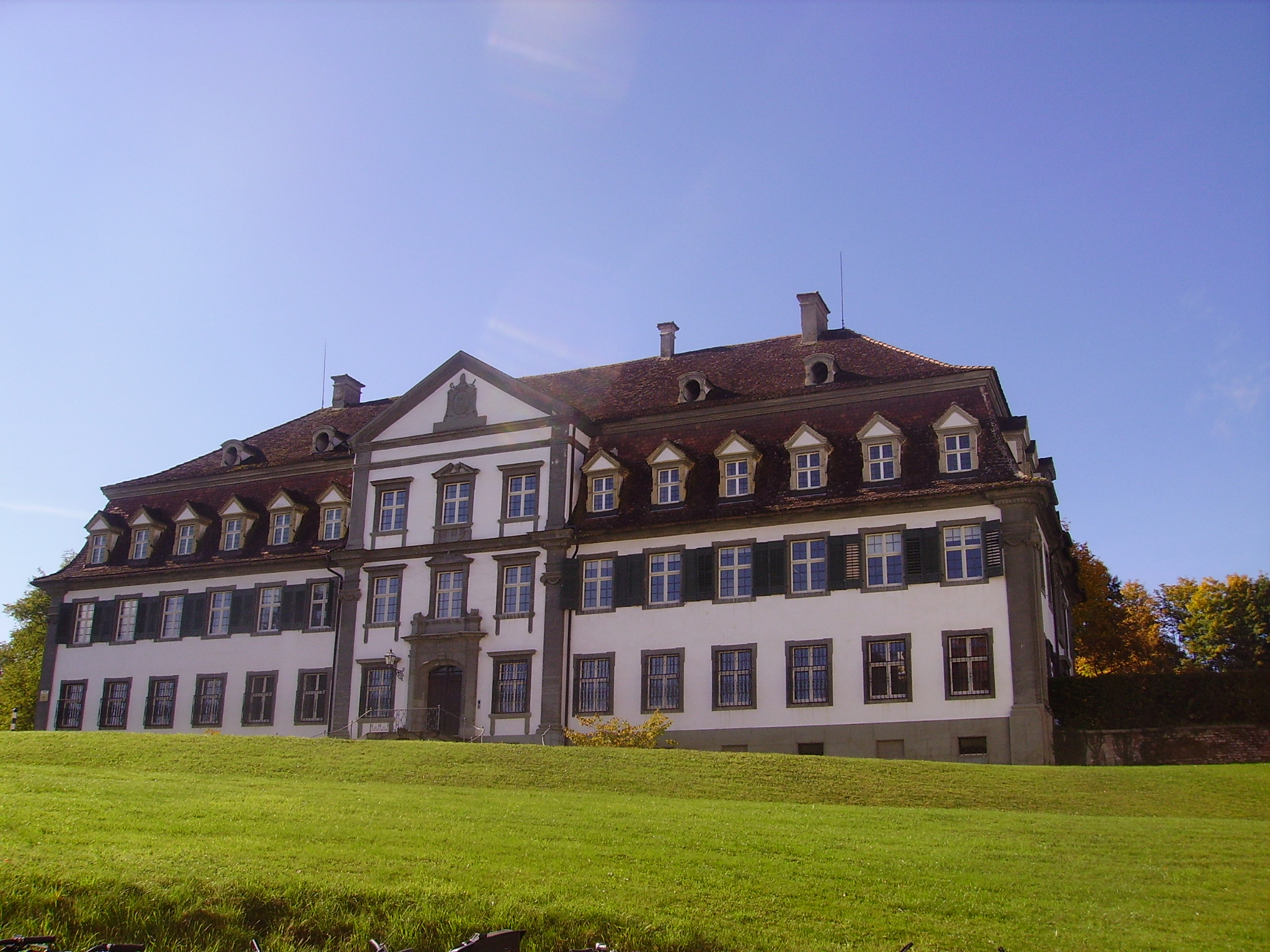
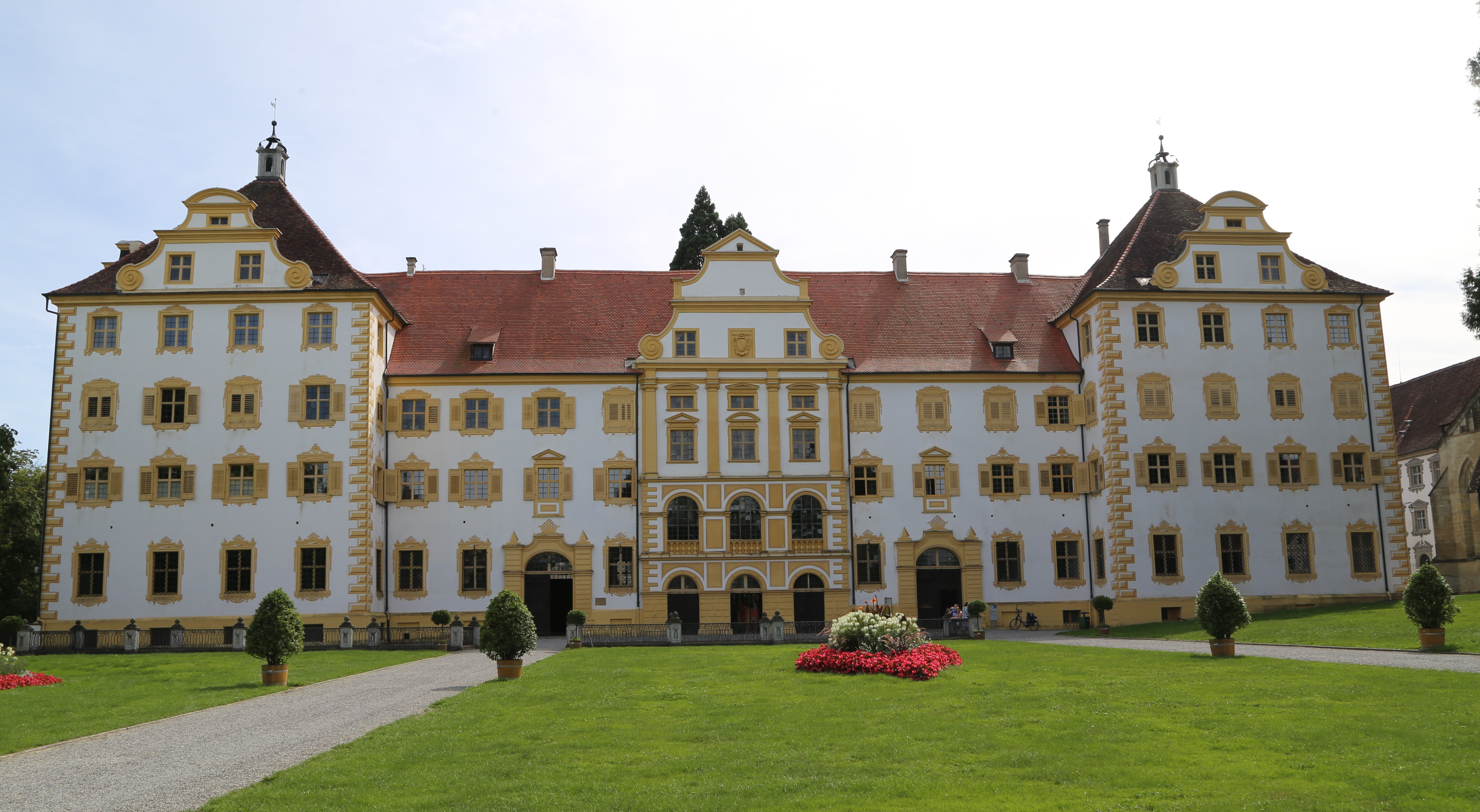